# ISO 9660
ISO 9660 er en standard, som er udgivet af International Organization for Standardization (ISO). Standarden definerer et filsystem på en CD-ROM-skive. ISO 9660's mål er at understøtte mange forskellige platforme som f.eks. Unix, Linux (se CDFS), Windows og Mac OS, så data frit kan udveksles mellem disse systemer.
Der er blevet lavet en udvidelse til ISO 9660. Denne udvidelse hedder Joliet, og den tilføjer understøttelse for længere filnavne og ikke-ASCII-tegnsæt.
DVD'er kan også bruge ISO-9660-filsystemet, men det bør tages i betragtning, at UDF-filsystemet muligvis er mere egnet på DVD'er, eftersom det understøtter det store medie bedre og egner sig bedre til moderne operativsystemer.
| Enheder | Spire Denne artikel om standarder og måleenheder er en spire som bør udbygges. Du er velkommen til at hjælpe Wikipedia ved at udvide den. |